# Raškovice
Raškovice (en allemand : Raschkowitz) est une commune du district de Frýdek-Místek, dans la région de Moravie-Silésie, en République tchèque. Sa population s'élevait à 1 963 habitants en 2021.

## Géographie
Raškovice se trouve sur la rive gauche de la rivière Morávka, au pied des Beskides de Moravie-Silésie. Elle est située à 11 km au sud-est de Frýdek-Místek, à 28 km au sud-est d'Ostrava et à 295 km à l'est-sud-est de Prague.
La commune est limitée par Nižní Lhoty au nord, par Vyšní Lhoty au nord-est, par Pražmo au sud-est, par Krásná au sud, et par Janovice et Frýdek-Místek à l'ouest.

## Histoire
La première mention écrite de la localité date de 1261.

## Galerie

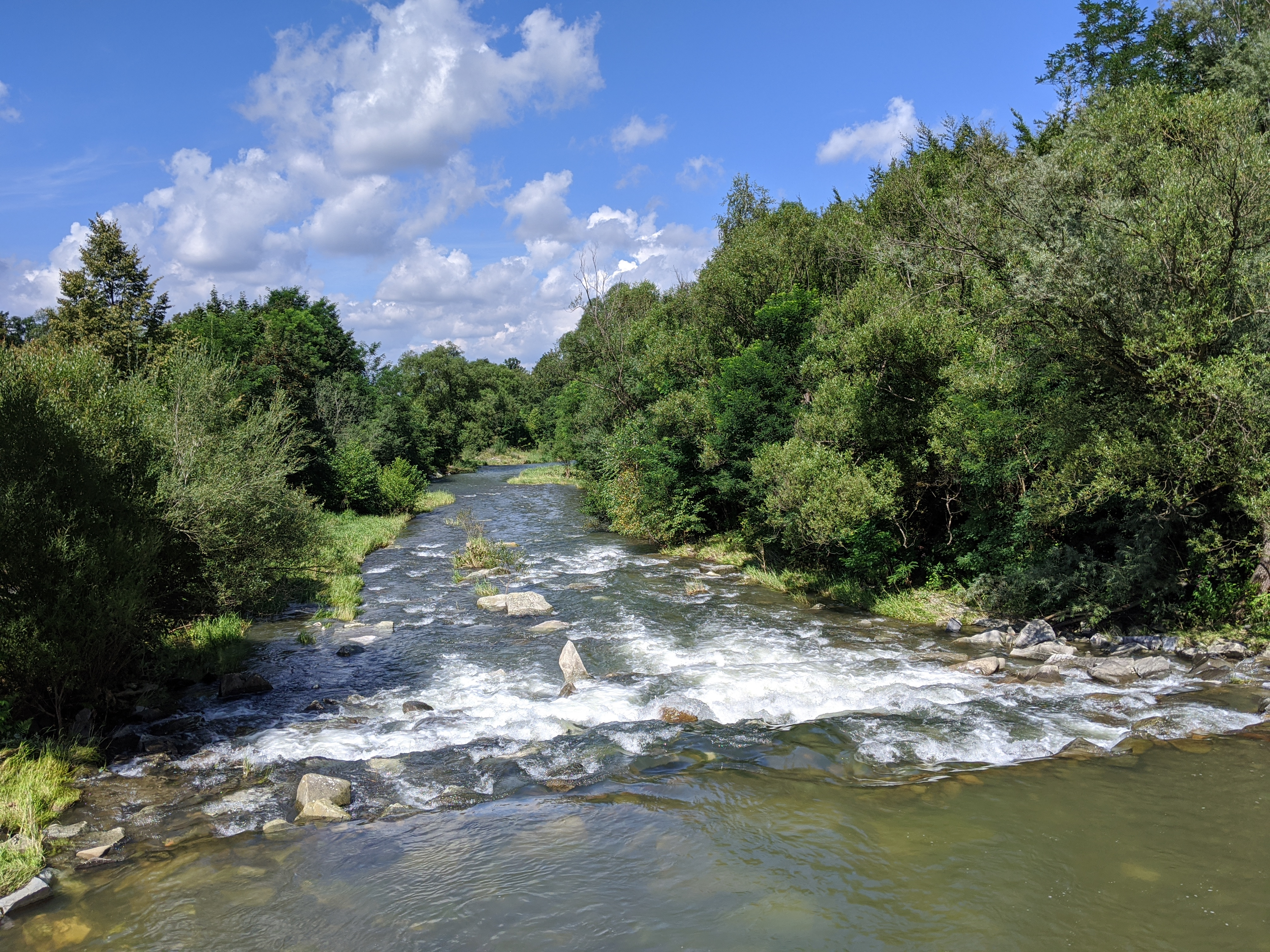
La rivière Morávka.
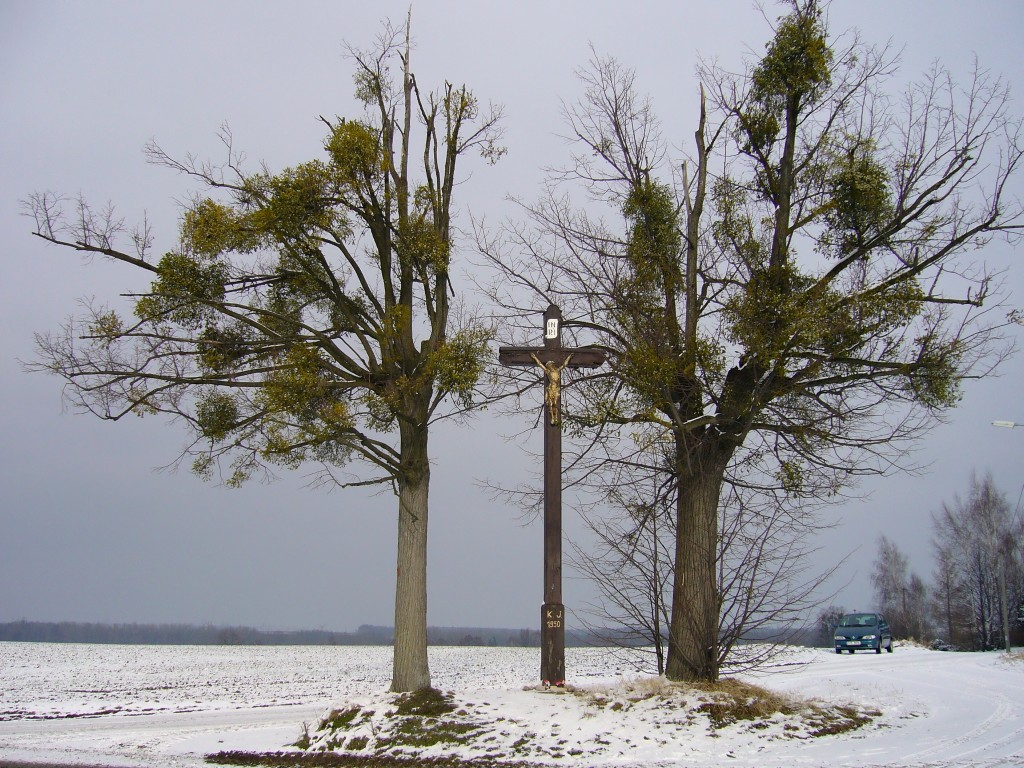
Crucifix à Raškovice.

## Transports
Par la route, Raškovice se trouve à 13 km de Frýdek-Místek, à 37 km d'Ostrava et à 375 km de Prague.